# Antônio Dias Leite Júnior
Antônio Dias Leite Júnior (Rio de Janeiro, 29 de janeiro de 1920 – Rio de Janeiro, 6 de abril de 2017) foi um engenheiro e economista. Foi responsável pela primeira estimativa de PIB no Brasil, foi presidente da Vale (1967 a 1969) e ministro de Minas e Energia (1969 a 1974). Foi fundamental na viabilização das usinas hidrelétricas de Itaipu e Tucuruí, na fundação da Eletronorte e na criação de centros de pesquisa e inovação, como Cenpes, Cepel. Idealizador e fundador da Aracruz Florestal. Dirigiu a Faculdade de economia da UFRJ, onde foi professor emérito e lecionou por 40 anos.
É irmão de Eulália Maria Lahmeyer Lobo, professora expurgada durante a Ditadura Militar.

## Família Dias Leite no Brasil
Portugal do fim do século XIX foi marcado por condições adversas da transição da economia agrícola para a industrial, o que desalojou pequenos e médios proprietários rurais de Portugal, desempregou trabalhadores agrícolas, sobrecarregando o excesso de mão de obra de escassa qualificação profissional.
Esse ambiente estimulou movimentos de imigração portuguesa. Do outro lado do Atlântico, o Brasil, a antiga colônia, despertava cada vez mais o interesse de milhares de portugueses, com o café multiplicando negócios. Desde os anos 1850, ainda no início do Segundo Império, a imigração de estrangeiros, sobretudo europeus, foi fomentada pelo governo brasileiro. O motivo era a necessidade de mão de obra livre e qualificada para o trabalho nas lavouras de café, que também estimulavam outras áreas da economia, como o comércio, o desenvolvimento dos portos, a construção de ferrovias e o início da industrialização.
Nascido no Porto em 1870, Antonio Dias Leite chegou ao Brasil em 1893 para trabalhar na Costa Pacheco & Cia, empresa com sede no Rio de Janeiro, que comercializava artigos de moda e armarinho. Em 1903, tornou-se sócio. Dois anos depois, em 1905, se casa com Georgetta Furquim Lahmeyer, que conhecera ao chegar ao Rio de Janeiro.
Georgetta, que nasceu na Fazenda das Palmas, em Vassouras, era descendente pelo lado materno do Barão de Vassouras. O casal teve cinco filhos.
Em 1912, Antonio Dias Leite é eleito presidente da Câmara Portuguesa do Comércio e Indústria do Rio de Janeiro. Em 1918, afasta-se da Casa Costa Pacheco e associa-se ao comerciante português José Rodrigues Sequeira para fundar a empresa Sequeira e Leite, loja de fazendas, malharia e colchas por atacado, situada no centro do Rio de Janeiro.

## Nascimento e vida escolar
Nascido em 1920, Antonio Dias Leite Júnior estudou em casa até ingressar, no ginásio, no Colégio Anglo-Americano. Depois estudou no Colégio Pedro II e, em 1937, matriculou-se na Escola Nacional de Engenharia (hoje Universidade Federal do Rio de Janeiro), onde se formou em 1941. Durante o curso, se aproximou da Economia e do professor Jorge Kafuri, de quem se tornaria assistente, iniciando a partir daí a sua vinculação simultânea à Universidade, à Economia e à Engenharia.

## Estágio nos Estados Unidos
Ao fim do curso de Engenharia, Dias Leite recebeu uma oferta de um estágio de seis meses para ir para os Estados Unidos que se converteu em uma oferta de emprego que acabou ficando por 2 anos durante a guerra. Para a vaga de estágio nos Estados Unidos, foi entrevistado por Nelson Rockefeller, que seria governador de Nova York de 1959 a 1973 e vice-presidente em 1974 dos Estados Unidos. Em vez de ficar seis meses, permaneceu dois anos.
A experiência de ter trabalhado em uma indústria de bens de capital de alta tecnologia no chão de fábrica e na gestão da empresa teria impacto sobre sua futura visão econômica.

## Retorno ao Brasil
Ao retornar ao Brasil, em 1943, o país tinha ingressado na guerra contra a Alemanha, depois de decisão do presidente Getúlio Vargas. Dias Leite foi convocado para o serviço militar como oficial da reserva. Por conta de sua proficiência na língua inglesa, foi trabalhar na Comissão de Recebimento de Material dos Estados Unidos.
Em 1945, com o casamento com Manira Alcure e o fim da guerra, Dias Leite se dedicou à vida acadêmica, como professor da Escola de Engenharia dando aulas no curso de Estatística e Economia, e à de consultor, desenvolvendo estudos na Ecotec (Economia e Engenharia Industrial), escritório de consultoria criado pelo professor Jorge Kafuri, que faria estudos em várias áreas, como seguros, siderurgia, energia.